# シークレット/嵐の夜に
『シークレット/嵐の夜に』（A Thousand Acres）は、1997年のアメリカ映画。シェイクスピアの『リア王』をベースにしたジェーン・スマイリーの小説『大農場』の映画化作品である。
ジェシカ・ラングがゴールデングローブ賞 主演女優賞 (ドラマ部門)にノミネートされた。

## ストーリー
アメリカ中南部の大農場。この農場の主ラリーには三人の娘（ローズ、ジニー、キャロライン）がいた。ある日、ラリーは娘達に農場を明け渡すと提案する。三女で弁護士のキャロラインはこれに反対するが、ラリーはローズとジニーの夫婦に農場を譲ってしまった。

## キャスト
| 役名                   | 俳優                           | 日本語吹替 |
| ---------------------- | ------------------------------ | ---------- |
| ローズ・クック・ルイス | ミシェル・ファイファー         | 小山茉美   |
| ジニー・クック・スミス | ジェシカ・ラング               | 宮寺智子   |
| ラリー・クック         | ジェイソン・ロバーズ           | 稲垣隆史   |
| キャロライン・クック   | ジェニファー・ジェイソン・リー | 石塚理恵   |
| ジェス・クラーク       | コリン・ファース               |            |
| タイ・スミス           | キース・キャラダイン           |            |
| ピーター・ルイス       | ケヴィン・アンダーソン         |            |
| パミー                 | ミシェル・ウィリアムズ         |            |
| ケン・ラサール         | ジョン・キャロル・リンチ       |            |